# Виняле Монферато
Виня̀ле Монфера̀то (на италиански: Vignale Monferrato; на пиемонтски: Vignà, Виня) е село и община в Северна Италия, провинция Алесандрия, регион Пиемонт. Разположено е на 308 m надморска височина. Населението на общината е 1084 души (към 2010 г.).